# خورخي كيسلينغ
خورخي كيسلينغ (بالإسبانية: Jorge Kissling) مواليد 10 مارس 1940 - الوفاة 28 أبريل 1968 في بوينس آيرس، كان متسابق دراجات نارية أرجنتيني. نافس في سباقات بطولة العالم لفئة 500 سي سي ولفئة 250 سي سي ولفئة 125 سي سي ولفئة 50 سي سي. توفي إثر حادث تعرض له أثناء السباق.